# Остряков, Николай Алексеевич
Никола́й Алексе́евич Остряко́в (4 мая 1911, Москва — 24 апреля 1942, Севастополь, Крымская АССР) — советский военный деятель, генерал-майор авиации (1940), Герой Советского Союза (14.06.1942, к званию представлен посмертно).
С 1932 года — в системе Осоавиахима. Окончил Центральную лётную школу Осоавиахима и курсы инструкторов-парашютистов. Один из пионеров парашютизма в СССР. Мастер парашютного спорта СССР. За серию экстремальных прыжков с парашютом награждён орденом Красной Звезды (1935).
В 1934 году призван на военную службу в войска НКВД. Служил лётчиком-инструктором парашютно-десантной службы в специальной школе НКВД СССР в Киеве. Одновременно занимал гражданскую должность начальника парашютной секции спортивного общества «Динамо».
С декабря 1936 года по октябрь 1937 года под именем Армандо Гарсиа участвовал в гражданской войне в Испании на стороне республиканского правительства. На бомбардировщике СБ совершил более 250 боевых вылетов. Награждён двумя орденами Красного Знамени.
После возвращения в СССР переведён в морскую авиацию. Командовал авиабригадами Черноморского и Тихоокеанского флотов. С сентября 1939 года по октябрь 1941 года — заместитель командующего ВВС Тихоокеанского флота.
Участник Великой Отечественной войны с октября 1941 года в должности командующего ВВС Черноморского флота. Один из организаторов обороны Севастополя. Во время битвы за Севастополь совершил более 100 боевых вылетов. Погиб 24 апреля 1942 года во время налёта немецкой авиации.
Член ВЛКСМ с 1924 года, член ВКП(б) с 1938 года. Делегат IX съезда ЛКСМ Украины и X съезда ВЛКСМ. Депутат Верховного Совета СССР 1-го созыва. Делегат XVIII съезда ВКП(б).

## Биография

### Детство и юность
Николай Остряков родился 17 мая (4 мая — по старому стилю) 1911 года в Москве, на Старой Башиловке (ныне улица Марины Расковой). Русский.
О его отце известно немного. Он с девяти лет работал на конном заводе и был одним из лучших наездников Московского ипподрома. В 1914 году, по всей видимости, лошади были реквизированы для нужд армии, и Остряков-старший остался без работы. Сначала он устроился на железную дорогу, затем перешёл на машиностроительный завод, но вскоре был мобилизован в Русскую императорскую армию и погиб на фронтах Первой мировой войны. В документах и воспоминаниях родственников имя его не упоминается.
Мать Николая, Мария Тимофеевна (1890—1963), как и многие женщины того времени, была домохозяйкой, но после призыва мужа на военную службу вынуждена была пойти швеёй-мотористкой на швейную фабрику. Позднее работала прачкой. В 1921 году она вышла замуж за военного Алексея Матвеевича Моторина. Николай был дружен с отчимом и около 1934 года сменил отчество на «Алексеевич».
В 1919 году Николай пошёл в школу. Несмотря на то, что у них со старшей сестрой Евгенией были одни валенки на двоих, и зимой в школу приходилось ходить по очереди, учился он хорошо, много читал и вообще был одарённым ребёнком: неплохо рисовал, играл на мандолине и гитаре, но особую склонность имел к техническому творчеству. Он постоянно что-то мастерил, своими руками собирал радиоприёмники и фотоаппараты. В 1922 году был принят в пионеры, 1 октября 1924 года вступил в комсомол.
По окончании семилетки в 1926 году Остряков поступил в слесарную школу при заводе «Красный металлист». Затем работал на том же заводе слесарем-инструментальщиком. 8 марта 1929 года по призыву ЦК ВЛКСМ уехал на строительство Турксиба в Казахстан. Работал на южном участке дороги, вскоре был избран секретарём первичной комсомольской организации. Во время строительства моста через Или быстро освоил профессию моториста речного катера-крана, а затем, до окончания навигации, работал механиком этого судна.
В конце 1929 года Николай вернулся в Москву. Некоторое время работал слесарем в гаражах Москоммунхоза и Мосздравотдела. Параллельно окончил шофёрские курсы и в ноябре 1930 года был принят водителем автобуса во 2-й автобусный парк, где трудился до февраля 1932 года. Был ударником производства: экономил до 10 литров бензина на каждом рейсе, довёл эксплуатацию шин до двух норм пробега, работал без аварий и ремонта.

### Осоавиахим
Каким образом водитель автобуса Остряков стал учеником начальной авиационной школы Осоавиахима в Тушино точно неизвестно. По одной из версий сюда его привёл коллега по работе Сергей Анохин, который в это время уже активно занимался планеризмом. Как бы то ни было, с 1931 года Николай без отрыва от производства стал посещать занятия в школе. В марте 1932 года он стал кандидатом в учлёты Центральной лётной школы Осоавиахима, а 13 мая того же года зачислен в список переменного состава школы. Одновременно был назначен старшиной группы инструктора Маргариты Раценской. К августу 1932 года освоил полёты на У-2.
1 января 1933 года приказом начальника школы Остряков был переведён на обучение по программе инструкторов, но не по лётному, а по парашютному делу, которое он завершил к маю того же года. В это время в Москве была организована Высшая парашютная школа Осоавиахима. Её начальником был назначен Яков Мошковский, а его заместителем — старший инструктор Николай Остряков. Ещё одним инструктором стал Пётр Павлович Балашов. Втроём они подготовили первую группу из 62 спортсменов-парашютистов, которая на воздушном параде в Москве 18 августа 1933 года совершила групповой прыжок и произвела настоящий фурор. Но гвоздём программы парашютистов в этот день стал Николай Остряков, выполнивший затяжной прыжок с раскрытием парашюта на высоте 400 метров. На следующий день его портрет был помещён на передовице «Правды». За год работы в Высшей парашютной школе Остряков подготовил 40 инструкторов, 23 руководителя кружков и 350 спортсменов. Среди его учеников были рекордсменка мира Н. А. Камнева и десятикратная рекордсменка мира Г. Б. Пясецкая.
Во время работы в парашютной школе Николай Остряков занимался не только обучением молодых парашютистов, но много времени уделял разработке методики прыжков и испытанию новых моделей парашютов. Он совершил около сотни экспериментальных прыжков — из штопора и глубокого виража, из мёртвой петли, со спирали, из пике. Прыгал в дневное и ночное время с приземлением на землю и в воду, из различных положений. Разработанные инструкторами Высшей парашютной школы методики прыжков впоследствии спасли жизнь не одному советскому лётчику.
С 1933 года Николай Остряков активно сотрудничал с парашютным заводом № 1 НКЛП СССР. Он первым испытал опытный образец квадратного парашюта Н. А. Лобанова и ещё ряд экспериментальных моделей, а также различное парашютное снаряжение, разработанное конструктором П. И. Гроховским.

### В Киеве
Успехи парашютиста-виртуоза не остались без внимания компетентных органов. В июне 1934 года Острякова пригласили на Лубянку, где «предложили» должность лётчика-инструктора парашютно-десантной службы в специальной школе НКВД СССР в Киеве. До отъезда к месту службы Остряков прошёл короткую переподготовку и экстерном сдал экзамены на военного лётчика, а 10 августа «за серию труднейших экспериментальных прыжков с самолёта в различных положениях» постановлением Центрального совета Осоавиахима СССР ему было присвоено звание «Мастер парашютного спорта СССР».
Миссия, порученная Острякову в управлении НКВД СССР, носила секретный характер, поэтому о ней практически ничего не известно. Официально Николай прибыл в Киев по приглашению спортивного общества «Динамо» для популяризации парашютного спорта. О публичной стороне его работы известно больше. Будучи руководителем парашютной секции аэроклуба СО «Динамо» он быстро превратил её в центр массового парашютного спорта на Украине. Он стал организатором первого слёта парашютистов Украинской ССР, проходившего в Киеве в июле — августе 1935 года, и главой судейской коллегии соревнований по парашютному спорту, на которых выступили спортсмены из Киева, Одессы, Харькова, Запорожья, Сталино. Также Остряков выполнил несколько сложнейших показательных прыжков, в том числе с высоты 80 метров и из мёртвой петли. К октябрю 1935 года на его счету было 169 прыжков и около тысячи подготовленных спортсменов-парашютистов. 8 октября 1935 года за выдающиеся заслуги в деле развития массового парашютного спорта, за личную отвагу и мастерство Постановлением ЦИК СССР парашютист Н. А. Остряков был награждён орденом Красной Звезды. Всего за свою карьеру он совершил более 400 прыжков с парашютом, в том числе 170 экспериментальных. Весной 1936 года комсомольцы Украины избрали его делегатом сначала на IX съезд ЛКСМУ, а затем на X съезд ВЛКСМ.

### Гражданская война в Испании
Когда началась гражданская война в Испании, и первые советские специалисты отправились на Пиренейский полуостров, Остряков подал ходатайство о зачислении в число добровольцев-интернационалистов. Его рапорт был удовлетворён, и 11 декабря 1936 года с паспортом на имя Армандо Гарсиа Остряков прибыл в испанскую Картахену в качестве старшего лётчика и инструктора по десантированию. По официальной версии его навыки парашютиста в Испании оказались невостребованы. Однако чем в действительности занимался Остряков в первый месяц пребывания на испанской земле, доподлинно не известно. Учитывая, что Остряков прибыл в Испанию по линии НКВД, а также по некоторым косвенным данным, можно предположить, что в декабре 1936 года он выполнил одно или несколько специальных заданий в интересах разведывательно-диверсионной группы полковника Ксанти. 3 января 1937 года Остряков был награждён орденом Красного Знамени. Известно, что и в дальнейшем он также привлекался к специальным заданиям, например, доставил генерала Дугласа в осаждённую франкистами Басконию.
В январе 1937 года Острякова направили в Сан-Хавьер в отряд бомбардировщиков СБ майора И. И. Проскурова, входивший в состав 12-й авиагруппы республиканских ВВС. Здесь во фронтовых условиях не имевший опыта полётов на боевых самолётах лётчик-осовиахимовец быстро освоил фронтовой бомбардировщик АНТ-40 и был допущен к боевым вылетам. Его основным штурманом стал опытный Г. М. Прокофьев (товарищ Феликс), уже успевший повоевать на Центральном фронте, воздушным стрелком — Василий Лобозов.
20 января 1937 года в первом вылете на бомбардировку порта Сеуты Остряков продемонстрировал виртуозное владение боевой машиной. Над Гибралтаром левый двигатель его СБ начал перегреваться, но лётчик решил не возвращаться на базу, не выполнив задания. Достигнув африканского побережья, экипаж успешно отбомбился по заданной цели, но на обратном пути самолёт потерял высоту. Возвращаться пришлось на бреющем полёте на предельно низкой скорости, и, тем не менее, Остряков довёл неисправную машину до своего аэродрома.
21 января из-за сложной обстановки 6 СБ из отряда Проскурова под командованием Острякова были брошены на штурмовку войск франкистов в Сан Педро Алькантара. Несмотря на неприспособленность СБ к штурмовым ударам задание было выполнено, и все бомбардировщики вернулись на свой аэродром. После второго вылета Николай Остряков был назначен командиром звена. Через несколько дней в составе шестёрки СБ он вылетел на бомбардировку порта Малаги, где по данным разведки пришвартовались два транспорта с оружием для франкистов. Над целью советские лётчики встретили сильное противодействие истребителей противника. Самолёт Острякова получил серьёзные повреждения, и едва дотянув до своей территории, экипаж вынужден был покинуть машину на парашютах. Остряков получил сильные ожоги, но лечь в госпиталь отказался.
Формально отряд Проскурова не был подразделением морской авиации, но именно на него командование ВВС Испанской республики возложило задачу взаимодействия с флотом. В Испании фактически началось становление Острякова как морского лётчика. За время пребывания в заграничной командировке он совершил более сотни полётов над морем на прикрытие дружественных транспортов и бомбардировку военно-морских объектов противника на Балеарских островах и алжирском побережье, неоднократно участвовал в операциях ВМС Испанской республики против флота мятежников. Остряков скрупулёзно анализировал каждый свой вылет. «Из всего надо извлекать корень», — часто повторял он. Такой подход позволил лётчику быстро разобраться в специфике морских полётов, ясно увидеть проблемы применения морской авиации.
Одной из проблем, которую Остряков пытался решить уже в Испании, была низкая эффективность бомбовых ударов по движущимся кораблям противника. Он неоднократно сетовал на то, что сброшенные его экипажем бомбы, казалось, попали точно в цель, но вражеский корабль продолжал движение без повреждений. В мемуарах Н. Г. Кузнецова описан случай, когда после очередного промаха Остряков с Проскуровым совершили визит на республиканский корабль, изучили его строение, технические характеристики, долго беседовали с испанскими моряками, выясняя их способы борьбы с вражескими бомбардировщиками, а затем разрабатывали новую тактику бомбометания по морским целям. Приобретённые в Испании опыт и знания Остряков реализует после возвращения в Советский Союз.
Весной 1937 года командование Испанской республики ожидало крупное наступление франкистов на Мадрид. В связи с этим в начале марта 1937 года 12-я авиагруппа перебазировалась на аэродром Алькала-де-Энарес. С началом Гвадалахарской операции Остряков почти ежедневно по 2 — 4 раза летал на бомбардировку войск противника, его тылов и баз снабжения. Особенно запоминающимся стал налёт на железнодорожную станцию Сигуэнса 8 марта 1937 года. По данным разведки станция была до отказа забита эшелонам с оружием, топливом и боеприпасами, предназначавшимися итальянскому экспедиционному корпусу генерала Манчини. Погода в этот день была нелётная, но Остряков уверенно вывел бомбардировщик на цель. Мишенью экипаж выбрал состав с топливными цистернами. В результате мощного взрыва и пожара всё, что находилось в тот момент на станции, было уничтожено.
После провала наступления франкистов под Гвадалахарой 12-я авиагруппа вернулась на защиту морских рубежей Испанской республики. Всего за время заграничной командировки Остряков произвёл около 250 боевых вылетов, пройдя путь от рядового лётчика до командира эскадрильи. В воздушных боях сбил 1 истребитель противника.

### Инцидент с крейсером «Дойчланд»
Инцидент с немецким тяжёлым крейсером «Дойчланд» стоит особняком в военной биографии Николая Острякова. Бомбардировка формально нейтрального корабля поставила Испанию и Германию на грань вооружённого конфликта, поэтому получила неоднозначную оценку мирового сообщества и военных специалистов.
В конце мая 1937 года в Испании ожидали прибытия из Севастополя крупного транспорта «Мегальянес» с важным грузом для республиканцев. 29 мая для его встречи к мысу Бон была направлена эскадра под командованием адмирала Мигеля Буисы. Но скоро по разведканалам поступила информация, что франкисты, возможно, готовят операцию по перехвату транспорта. Буиса получил приказ нанести упреждающий удар по кораблям противника, замеченным на стоянке у острова Ибица. Для поддержки флота с аэродрома Сан-Хавьер вылетели два бомбардировщика СБ, пилотируемые М. Г. Хованским и Н. А. Остряковым.
Примерно в половине восьмого вечера республиканская эскадра достигла Ибицы, но на рейде Ивисы моряки обнаружили немецкий броненосный крейсер «Дойчланд» и два корабля его эскорта — торпедные катера «Зееадлер» и «Альбатрос». Чтобы не осложнять международную обстановку, Буиса отказался от плана обстрела порта, но предупредить лётчиков об отмене операции было невозможно из-за отсутствия на самолётах средств связи. Оставалось надеяться, что советские пилоты смогут идентифицировать немецкие корабли. Однако этого не произошло. Как вспоминал адмирал Кузнецов, «Остряков и другие отлично выполняли задание, когда это касалось портов, железнодорожных узлов и других объектов на суше. Но как только дело коснулось морских целей, появились трудности, и первая заключалась в распознавании кораблей на море с большой высоты». Ошибочно приняв немецкий «Дойчланд» за мятежный «Канариас», бомбардировщики атаковали его, тем более, что по утверждению советских лётчиков, с кораблей по ним был открыт зенитный огонь. Экипаж Хованского промахнулся, но Острякову удалось вывести свой СБ точно на цель, и штурман Г. К. Левинский прицельно сбросил бомбовую нагрузку. Две из шести ФАБ-100 попали в «Дойчланд». Первая авиабомба угодила в крышу 150-мм орудийной установки № 3 по правому борту. От взрыва загорелся стоявший на катапульте гидросамолёт Heinkel He 60, а затем огонь с палубы перекинулся на столовую для унтер-офицеров. Вторая бомба пробила верхнюю палубу в районе 116-го шпангоута и взорвалась на нижней палубе, где в тот момент находилось много свободных от вахты матросов. В результате бомбового удара и пожара погибли 23 немецких моряка, ещё 7 позднее скончались от ран. 78 человек получили ранения различной степени тяжести.
Ночь после инцидента с «Дойчландом» прошла в тревожном ожидании. «Помнится, — вспоминал Кузнецов, — напряжение было так велико, что не исключалась возможность объявления Германией войны республиканской Испании». Наутро в главной газете нацистской Германии «Фелькишер беобахтер» вышла редакционная статья с явным призывом к началу военных действий. Узнав о бомбардировке «Дойчланда» Гитлер немедленно вернулся в Берлин и созвал экстренное заседание государственного совета. После жарких дискуссий было принято решение о проведении акции возмездия. Ранним утром 31 мая немецкий крейсер «Адмирал Шеер» обстрелял контролируемую республиканцами Альмерию. В результате атаки погибли 19 мирных жителей, 35 зданий были разрушены.

### Лётчик морской авиации
В октябре 1937 года старший лейтенант Н. А. Остряков вернулся в Москву. 22 октября 1937 года Постановлением ВЦИК СССР он был награждён вторым орденом Красного Знамени. Одновременно с этим коллектив Орджоникидзевского военного училища выдвинул его кандидатом в депутаты Верховного Совета СССР 1-го созыва. В ноябре — декабре 1937 года Остряков активно участвовал в предвыборной кампании, проведя более месяца в Северной Осетии. 12 декабря 1937 года он был избран депутатом Совета национальностей Верховного Совета СССР по Оджоникедзевско-Слободскому округу Северо-Осетинской АССР.
22 декабря 1937 года Николаю Острякову было присвоено внеочередное воинское звание «майор» и в тот же день он был назначен командиром 71-й скоростной бомбардировочной авиационной бригады ВВС Черноморского флота.
По приезде на аэродром Сарабуз Остряков быстро понял, что бригада ему досталась не из лучших. Ни один день не обходился без ЧП, ремонтная база бригады была забита неисправными самолётами. Из-за этого был сорван учебно-боевой план. Новый командир бригады заставил лётно-технический состав заново изучать материальную часть бомбардировщика и лично принимал экзамены. Он ежедневно присутствовал на предполётной подготовке, а затем часами пропадал в ремонтных мастерских, контролируя работу авиатехников и мотористов. Также Остряков ввёл персональную ответственность лётчиков за техническое состояние и боевую готовность самолётов. Уже в первый месяц пребывания в должности Остряков свёл показатель аварийности в бригаде к нулю.
Не радовал Острякова и план учебно-боевой подготовки. Он по-прежнему строился на устаревших инструкциях, которые не оправдали себя в боевых условиях. Во время работы на полигоне штурманы лишь имитировали бомбометание сигнальными ракетницами, а воздушные стрельбы по конусам проводились раз в год несколькими экипажами, слывшими в бригаде воздушными снайперами. Острякову пришлось перестраивать весь учебный процесс. Первое же бомбометание бетонными муляжами авиационных бомб вскрыло все недостатки боевой подготовки личного состава бригады — ни одна из бомб не попала в цель. Остряков укрепил материальную базу полигонного хозяйства и увеличил кадровый состав полигонной службы. Практические бомбометания по макетам кораблей, танков и артиллерийских установок, а также воздушные стрельбы по конусам стали проводиться почти ежедневно. Кроме того, по распоряжению Острякова простые аэродромные полёты были заменены сухопутными и морскими маршрутами на полный радиус действия.
Уровень боевого мастерства лётного состава бригады быстро рос, и в августе 1938 года Остряков приступил к освоению ночных полётов и ночного бомбометания. Будучи в бригаде единственным специалистом в этой области, он лично взялся за обучение командиров эскадрилий и их заместителей, которые в дальнейшем стали инструкторами для своих подчинённых. Через два месяца техникой ночных полётов овладел весь личный состав бригады. На учениях Черноморского флота осенью 1938 года бригада Острякова блестяще выполнила все боевые задачи в море и бомбовым ударом пресекла попытку потенциального противника высадить десант на берег. Её действия на манёврах получили самую высокую оценку командования Черноморского флота. В марте 1939 года 71-я авиабригада была переформирована в 40-й бомбардировочный авиационный полк. По итогам весенней проверки боеготовности он был признан лучшим среди флотских бомбардировочных частей. Остряков был награждён золотыми часами и повышен в звании до полковника.
Карьера молодого лётчика на Черноморском флоте складывалась блестяще: он высоко ценился командованием флота, пользовался большим авторитетом у подчинённых. В марте 1939 года коммунисты-черноморцы избрали его делегатом на XVIII съезд ВКП(б). Но в начале апреля 1939 года Остряков подал рапорт о переводе на Тихоокеанский флот. О причине такого решения Острякова рассказал в своих мемуарах адмирал Кузнецов: «Его заместителю предложили службу на Дальнем Востоке. Зная о трудном семейном положении своего подчинённого, Остряков сам отправился во Владивосток, оставив вместо себя подготовленного им заместителя». В мае 1939 года полковник Н. А. Остряков был утверждён в должности командира 29-й авиационной бригады, а уже в сентябре того же года назначен заместителем командующего ВВС Тихоокеанского флота.
На Дальнем Востоке Остряков продолжил совершенствовать систему подготовки морских лётчиков. Перелетая из гарнизона в гарнизон, он делился с подчинёнными своим опытом, учил их всему, что могло понадобиться на войне. Во время инспекторских проверок Остряков быстро находил узкие места в боевой подготовке соединения и сам же предлагал меры по их устранению. Командованием были отмечены способности молодого командира как методиста и организатора учебного процесса.
Остряков никогда не кричал на подчинённых, всегда был тактичен и вежлив. Он считал, что личный пример командира более действенен, чем разносы и наказания. В биографии Острякова есть эпизод, характеризующий его не только как первоклассного лётчика, но и как талантливого педагога. Аэродром Вторая речка во Владивостоке пользовался плохой репутацией у лётного состава 6-го истребительного авиационного полка. Его полоса была короче, чем у других аэродромов, и упиралась одним концом прямо в сопку. При посадке на аэродром лётчики испытывали нервозность и даже страх, из-за чего здесь часто случались аварии. Собрав личный состав, Остряков поднял истребитель И-16 в воздух и, сделав над аэродромом несколько фигур высшего пилотажа, посадил самолёт прямо на выходе из мёртвой петли. Присутствовавший в это время на командно-диспетчерском пункте командующий ВВС Тихоокеанского флота П. Н. Лемешко расценил действия своего зама как воздушное хулиганство и приказал отстранить его на месяц от полётов, но Остряков сумел доказать командующему целесообразность такого метода воспитания подчинённых, и взыскание было отменено.
Остряков учил других и учился сам. За время службы на Дальнем востоке он научился управлять боевыми самолётами МиГ-3 и И-16, а также учебно-тренировочным УТ-1. Имея лишь незаконченное среднее образование, самостоятельно освоил программу средней школы. 4 июня 1940 года Постановлением СНК СССР Николаю Острякову было присвоено воинское звание генерал-майор авиации, а в ноябре того же года он был направлен на учёбу в Ленинград, где окончил пятимесячные курсы усовершенствования командного состава ВМФ при Военно-морской академии. В мае 1941 года он вернулся на Тихоокеанский флот и продолжил службу в прежней должности.
Большое внимание Остряков уделял и депутатским обязанностям. Он участвовал в сессиях Верховного Совета СССР, неоднократно выезжал в Северную Осетию для встреч с избирателями, вёл активную переписку с трудящимися города Орджоникидзе, помогал им в решении различных вопросов.
С началом войны Остряков подал рапорт об отправке в действующую армию. 21 октября 1941 года с должности был снят командующий ВВС Черноморского флота генерал-майор В. А. Русаков, и Остряков был направлен в Севастополь. 26 октября на самолёте ДБ-3 он прибыл на аэродром Бельбек в Крыму. 14 ноября 1941 года утверждён в должности командующего ВВС Черноморского флота.

### Командующий ВВС Черноморского флота
Остряков прибыл в Крым в самый сложный период. Немецкие войска, прорвав советскую оборону на Ишуньских позициях, стремительно приближались к Севастополю. В штабе ВВС царил хаос, единое управление авиационными соединениями в Крыму было потеряно. В сложившихся условиях Остряков принял решение остаться в Севастополе, возложив командование флотской авиацией на Северном Кавказе на своего заместителя В. В. Ермаченкова.
Реорганизация системы управления стала для Острякова первоочередной задачей. Заступив на должность, он сразу прекратил бесцельные, неорганизованные и неподготовленные полёты. Теперь каждый вечер в севастопольском штабе ВВС составлялся план боевых действий авиации на сутки. При этом конкретные задачи ставились только воздушным разведчикам и истребителям, изредка бомбардировщикам. Штурмовикам же давалась 20-минутная боевая готовность. Их вылеты производились либо по заявкам командования Приморской армии, либо по личному решению самого Острякова, принятому на основании данных воздушной разведки. Остряков был вынужден беречь штурмовики ввиду их малочисленности. Чтобы решить проблему поддержки сухопутных войск, он распорядился оборудовать истребители И-16 и И-153, а также учебно-тренировочные УТ-1 специальными устройствами для подвески РС-82. Проблема нехватки ночных бомбардировщиков была решена за счёт привлечения к ночным бомбардировкам морских разведчиков МБР-2.
Особенно тщательно планировались удары по вражеским аэродромам. Остряков не допускал действий по шаблонам. Для каждой операции разрабатывалась индивидуальная тактика. На цели заходили то со стороны Крымских гор, то с моря, то непосредственно от Севастополя. Воздушные налёты могли выполняться одновременно или последовательно группами самолётов, которые атаковали с одного или нескольких направлений и на разных высотах. Детально прорабатывался состав ударных групп и сил прикрытия, маршруты и высоты отхода от целей. Налёты советской авиации всегда были непредсказуемыми для ПВО противника. В результате только с 1 по 6 ноября 1941 года советские лётчики уничтожили на земле 44 вражеских самолёта, не потеряв ни одного своего.
Особенно показательными стали бомбардировки аэродрома Сарабуз 24-25 ноября 1941 года. Накануне лётчик 63-й авиационной бригады майор А. Г. Совин во время разведывательного полёта обнаружил там до 60 бомбардировщиков и истребителей противника. Штаб ВВС Черноморского флота немедленно приступил к разработке операции по их уничтожению. 24 ноября 1941 года эскадрилья бомбардировщиков ДБ-3 из состава 2-го минно-торпедного полка взлетела с аэродрома у станицы Абинская и, преодолев 400 километров, нанесла удар по авиабазе противника. Сбросив 90 ФАБ-100, советские лётчики уничтожили 30-35 немецких самолётов, потеряв лишь один дальний бомбардировщик. Это был крупный успех флотской авиации, но Остряков остался не вполне доволен результатами и решил добить противника силами авиагруппы Севастопольского оборонительного района. Зная по опыту, что противник после внезапного налёта всегда ожидает атаку второго эшелона, он принял оригинальное решение отложить атаку до утра следующего дня, когда немецкие зенитчики вновь ослабят внимание. В предрассветных сумерках 25 ноября ударная группа СОРа взяла курс на север, и пролетев над морем на высоте 50 метров до района города Саки, резко повернула на восток. При подходе к цели группа разделилась на две части и атаковала аэродром Сарабуз с разных направлений. В результате бомбо-штурмового удара было уничтожено 15-16 немецких самолётов. Два Ме-109 были сбиты на взлёте. Потери лётчиков-черноморцев в этой операции составили 1 МиГ-3. За успешное выполнение задания по уничтожению авиации противника на аэродроме Сарабуз лётчикам, принимавшим участие в операции, и техникам, готовившим самолёты, была объявлена благодарность от имени командующего флотом Ф. С. Октябрского, а ведущие групп были награждены именным оружием.
Другой немаловажной задачей, которую Острякову пришлось решать параллельно, стала необходимость переформирования в боевых условиях авиационных соединений и оптимизации их состава. В результате прорыва немцев к Севастополю в первых числах ноября были потеряны авиабазы Кача, Бельбек, Карагоз, Сарабуз и Евпатория. Фактически в распоряжении ВВС Черноморского флота остались только три аэродрома ― Чоргунь, Байдары и Херсонесский маяк, мало приспособленные для развёртывания крупных авиационных соединений. На эти аэродромы со всего северного Крыма перебазировались авиационные полки, эскадрильи и единичные самолёты. Места катастрофически не хватало, и Остряков принял решение значительную их часть отправить на Северный Кавказ. Оставшиеся в его распоряжении 137 самолётов (6 бомбардировщиков, 6 штурмовиков, 99 истребителей и 26 морских разведчиков) приказом командующего от 7 ноября 1941 года были сведены в две нештатные авиагруппы — колёсную и лодочную. Первую возглавил полковник К. И. Юмашев, вторую — майор И. Г. Нехаев. Каждый полк авиагрупп был укомплектован одной или двумя эскадрильями полного состава. Чтобы довести число боевых вылетов до 12-15 в сутки, за каждым самолётом были закреплены по 2-3 лётчика. Усиленный технический состав был переведён на двух-трёхсменный режим работы. Из высвободившихся мотористов, воздушных стрелков, оружейников и краснофлотцев морской авиабазы были сформированы 3 стрелковых батальона, которые были направлены на защиту города.
Учитывая сложность боевой обстановки, Остряков с первых дней пребывания в Севастополе озаботился созданием новых аэродромов. По его просьбе на их строительство было мобилизовано гражданское население. В короткий срок для авиаторов было подготовлено Куликово поле, для чего пришлось демонтировать трамвайную линию Севастополь — Балаклава. Особенное внимание было уделено реконструкции аэродрома Херсонесский маяк, который стал главной базой флотской авиации. Ускоренными темпами здесь была расширена и удлинена взлётно-посадочная полоса, выкопаны землянки для лётно-технического состава, сооружены командные пункты и подземные хранилища. Решение командующего оказалось своевременным. Уже 8 ноября под натиском противника советским лётчикам пришлось оставить Чоргунь и Байдары. Новые аэродромы пришлись как нельзя кстати.
Херсонесский маяк располагался всего в 20 километрах от линии фронта, и важно было надёжно защитить его от вражеской авиации и артиллерии. По приказу Острякова на аэродроме были сооружены капониры. Вырубленные в скальном грунте, усиленные земляными валами и затянутые маскировочной сеткой, индивидуальные стоянки для самолётов с выходами со стороны, противоположной артиллерийскому обстрелу, являлись надёжным укрытием. Поразить стоявшие в них самолёты можно было только прямым попаданием артиллерийского снаряда или авиабомбы, но за всё время обороны Севастополя такое случилось лишь пару раз.
Другим важным решением Острякова по защите Херсонесского маяка стала постановка на боевое дежурство у аэродрома плавучей несамоходной зенитной батареи № 3, прозванной лётчиками «Не тронь меня». Она была изготовлена на судоремонтном заводе из учебного отсека линкора типа «Советский Союз» и поступила на вооружение Черноморского флота 3 августа 1941 года. На палубе батареи были размещены 4 76-мм пушки, 3 37-мм зенитные орудия и 3 крупнокалиберных пулемёта. Сначала её использовали для защиты Севастополя от атак вражеской авиации со стороны моря. Батарею установили в 4 километрах от береговой линии, но в условиях волнения моря её эффективность оказалась равна нулю. Экипаж батареи в 130 человек планировали направить в морскую пехоту, но Остряков приказал перетащить её в Казачью бухту и использовать для защиты аэродрома. В защищённой от волн и ветра бухте батарея быстро оправдала своё предназначение, отразив немало воздушных атак и сбив при этом 22 вражеских самолёта.
Тактика противодействия артиллерийским обстрелам аэродрома также была предложена Остряковым. Как только первый снаряд падал на территорию Херсонесского маяка, в небо поднимался дежурный бомбардировщик с полной боевой нагрузкой и начинал барражировать над районом расположения немецкой артиллерии. Пока советский самолёт «висел» над позициями, немецкие артиллеристы, как правило, не решались открывать огонь. Когда у самолёта кончалось горючее, его сменял другой. Если с аэродрома планировались групповые взлёты, дежурный бомбардировщик поднимался в воздух заблаговременно. Благодаря такой тактике за время обороны Севастополя на Херсонесском маяке артиллерийским огнём противника были уничтожены только два самолёта.
Сформулировав главные задачи, стоявшие перед авиацией Черноморского флота, — воздушная разведка, удары по наземным целям, прикрытие с воздуха Главной базы флота, города и кораблей в море — генерал-майор Остряков сделал основной упор на воздушную разведку. До вступления Острякова в должность разведка с воздуха лётчиками-черноморцами практически не велась, поскольку флотская авиация не располагала разведывательными самолётами. Теперь по распоряжению командующего ВВС флота ежедневно по 2-3 раза бомбардировщики Пе-2 летали на разведку аэродромов, железнодорожных узлов и шоссейных дорог в тылу противника в трёх секторах на глубину Алушта — Симферополь — Саки. Для разведки позиций противника на тактическую глубину привлекались истребители И-16, которые для этой цели были оборудованы аэрофотосъёмочными аппаратами «АФАИ-3». Добытые воздушными разведчиками сведения оперативно доводились до штабов Черноморского флота и Приморской армии. Это позволяло своевременно вскрывать замыслы противника и предпринимать контрмеры.
В ходе первого штурма Севастополя ВВС Черноморского флота не сумели оказать эффективную поддержку наземным частям на поле боя. Основной причиной этого являлось низкое взаимодействие между штабами ВВС флота и Приморской армии. Острякову удалось в короткий срок решить эту проблему. Был налажен обмен информацией и разведданными между штабами. Лётчиков Остряков заставил тщательно учить начертание линии фронта и расположение основных наземных ориентиров вдоль переднего края. Не являясь по рангу подчинённым командующего Приморской армией, Остряков, тем не менее, охотно исполнял все распоряжения генерала Петрова, считая, что это идёт на пользу общему делу. В свою очередь Петров добился, чтобы в сухопутных войсках исполнялись все требования лётчиков. При отражении второго штурма Севастополя авиация Черноморского флота сыграла не последнюю роль.
Остряков уделял больше внимание улучшению бытовых условий авиаторов, был инициатором создания дома отдыха для лётчиков на берегу Круглой бухты, поощрял художественную самодеятельность в частях, лично руководил политико-воспитательной работой среди личного состава. Всё это способствовало сплачиванию, поддержанию здорового морального климата и боевого духа авиаторов.
Таким образом, в результате активной деятельности Острякова на посту командующего ВВС Черноморского флота эффективность действий авиации Севастопольского оборонительного района резко выросла, несмотря на то, что её численный состав сократился. Боевые потери противника выросли более чем вдвое, в то время как в черноморской авиации они составили 1,5 % от общего числа самолёто-вылетов и имели тенденцию к дальнейшему снижению. С ноября 1941 года по конец февраля 1942 года лётчики Севастопольского оборонительного района под командованием Острякова уничтожили до 5 полков пехоты, 28 танков, 77 орудий полевой артиллерии, 71 самолёт на земле и 56 ― в воздухе.
Остряков был не только талантливым организатором, но и умелым лётчиком. Несмотря на прямой запрет Военного совета флота на полёты, он летал регулярно. Почти ежедневно производил облёт линии фронта с целью уточнения боевой обстановки, лично контролировал работу штурмовой авиации в воздухе, принимал участие во многих крупных воздушных операциях. В начале декабря 1941 года генералу удалось на некоторое время добиться официального разрешения на полёты под обязательство пересесть с устаревшего И-16 на истребитель новой модели. Переучиваться в Севастополе не было возможности, и Остряков морем отправился в Новороссийск, где 15-16 декабря активно практиковался на истребителе Як-1. Учёбу прервал второй штурм Севастополя. Вернувшись в Крым, генерал регулярно совершал боевые вылеты на прикрытие своих штурмовиков и бомбардировщиков, при первой возможности ввязываясь в воздушные бои. Военный совет вновь запретил ему полёты сначала в тыл противника, а за тем и на линию фронта. Тем не менее, Остряков продолжал летать «контрабандой», за что неизменно получал выговоры.
Остряков не вёл счёт своим личным победам. Более того, зачастую он скрывал своё участие в воздушных боях. Документально подтверждена лишь одна его победа, одержанная 20 апреля 1942 года в бою с четырьмя Ме-109 над Сарабузом в паре с постоянным ведомым полковником Наумовым. Однако последний в своих воспоминаниях свидетельствует как минимум ещё о двух личных победах своего ведущего, одержанных им в воздушном бою над станцией Мекензиевы горы. Два сбитых им «Мессершмидта» упали в районе высоты Сахарная Головка. Ещё об одной групповой победе Острякова и Наумова рассказывает в своих мемуарах Кулаков. Всего за время обороны Севастополя генерал-майор Остряков совершил более 100 боевых вылетов.

### Гибель
В апреле 1942 года в Севастополь прибыл заместитель командующего авиацией Военно-Морского Флота генерал-майор Ф. Г. Коробков для помощи в организации боевой работы авиации Севастопольского оборонительного района. 24 апреля он решил лично проинспектировать авиационное хозяйство СОРа и предложил Острякову поехать вместе. У Острякова были свои планы на этот день: сначала он вместе с полковником Наумовым хотел проконтролировать с воздуха работу штурмовиков на переднем крае, а затем посетить Юхарину балку, где шло строительство нового аэродрома. Но отказать в просьбе Коробкову он не мог. Генералы договорились сначала посетить аэродром Куликово поле, а затем осмотреть авиаремонтные мастерские в бухте Круглой. Как только Остряков и Коробков вышли с командного пункта штаба ВВС Черноморского флота, адъютант Острякова капитан А. Г. Драгунов предупредил по телефону начальника мастерских о предстоящем визите большого начальства. На Куликовом поле генералы провели около получаса. Осмотрели капониры, побеседовали с лётно-техническим составом. С аэродрома Остряков позвонил Наумову и сообщил об отмене вылета, после чего генералы сели в ЗиС-101 и направились в сторону Круглой бухты.
Бухта Круглая считалась самым безопасным местом во всём Севастополе. За исключением авиамастерских здесь не было ни военных, ни значимых гражданских объектов. За время осады города немцы ни разу не бомбили этот район. Во многом по этой причине на западном берегу бухты был организован дом отдыха для лётчиков-черноморцев. Авиационные мастерские располагались на восточном берегу. Они являлись структурным подразделением 36-х окружных авиационных мастерских, которые до ноября 1941 года базировались в бухте Голландия. После эвакуации мастерских в Поти оставшиеся в Севастополе специалисты были переведены в Круглую бухту. Их разместили в полуразрушенном здании, дополнительно замаскированном под руины. Чтобы не привлекать внимание немцев самолёты на ремонт загоняли в ангары только по ночам. Местоположение мастерских долгое время оставалось неизвестным противнику. К тому же днём 24 апреля над Севастополем стояла низкая облачность, и шёл мелкий дождь, поэтому бомбардировок в городе никто не ждал.
По прибытии Острякова и Коробкова в авиамастерские на предприятии состоялся импровизированный митинг, после чего генералы приступили к осмотру цехов. Последним был самолётный ангар, куда ставили уже отремонтированные машины. Примерно в 14.15 советская радиолокационная станция «Редут» зафиксировала подлёт со стороны моря воздушной цели, державшей курс на бухту Круглая. Немецкие самолёты шли плотным строем, и определить их количество специалисты, дежурившие на РЛС, не смогли. Приняв воздушную цель за одиночный самолёт-разведчик, они, следуя приказу Коробкова, не стали объявлять воздушную тревогу. Шесть немецких бомбардировщиков Ю-88 были обнаружены визуально, когда они вышли из низкой облачности и легли на боевой курс. Заметивший их дежурный предупредил Острякова об опасности, и генерал приказал всем находившимся в ангаре следовать в укрытие. Пропустив вперёд рабочих, Остряков и Коробков не спеша, «чтобы не создавать панику», направились к выходу. В дверях они задержались, вежливо уступая друг другу дорогу. Наконец, вышли из ангара — впереди Коробков, за ним Остряков. В это время прямо перед входом в ангар разорвалась 500-килограммовая авиабомба. Коробков погиб сразу. Его тело взрывом было разорвано на несколько фрагментов. Остряков, которому осколком оторвало ногу, скончался через несколько секунд. Вечером того же дня немецкая авиация бомбила аэродром Херсонесский маяк. По иронии судьбы одна из авиабомб попала в капонир, где стоял личный самолёт генерала Острякова.
Согласно оперативной сводке Главного Морского штаба по Черноморскому флоту в результате налёта вражеской авиации на авиаремонтные мастерские были полностью разрушены три ангара с находившимися в них цехами столярным, моторным и цехом подготовки. Уничтожены один МИГ-3, один ЯК-1, один И-16 и один УТ-1, а также четыре лодки для самолётов МБР-2. Погибло 48 человек, ещё 13 были ранены. Особенно много жертв было в моторном цеху, где погибла вся вторая смена. Предупредить их об опасности не успели. Тело Острякова и останки Коробкова были доставлены в морг 1-й городской больницы. Вечером 26 апреля оба генерала были похоронены на кладбище Коммунаров. Над их могилой был установлен памятник, который был разрушен немцами во время оккупации Севастополя. Остальные жертвы бомбардировки были похоронены в братской могиле на Камышовом шоссе в 1 километре от авиаремонтных мастерских.
Почти сразу после событий 24 апреля появилась версия, что гибель генералов Острякова и Коробкова не была случайностью. По мнению бывшего командира отделения скрытой связи штаба Черноморского флота майора в отставке П. И. Алгинина, она могла стать результатом перехвата немецкой резидентурой в Севастополе телефонного разговора капитана Драгунова с начальником авиаремонтных мастерских. Однако подтверждения этой версии в немецких документах не найдено.
Существует альтернативная версия гибели генерала Острякова, изложенная в книге Ольги и Олега Грейг «Крымский гамбит», согласно которой командующий ВВС Черноморского флота был якобы застрелен сотрудником особого отдела Черноморского флота чуть ли не по указанию командующего Черноморским флотом адмирала Октябрьского. Авторы не приводят ни источник информации, ни ссылок на документы, подтверждающих хотя бы косвенно изложенное в книге утверждение. Учитывая большое количество свидетелей гибели Острякова, эту версию следует считать несостоятельной.
Указом Президиума Верховного Совета СССР «О присвоении звания Героя Советского Союза начальствующему составу Военно-морского флота» от 14 июня 1942 года за «образцовое выполнение боевых заданий командования на фронте борьбы с немецкими захватчиками и проявленные при этом отвагу и геройство» генерал-майору авиации Николаю Алексеевичу Острякову присвоено звание Героя Советского Союза. Представляя «крылатого генерала» к высокому званию, командующий авиацией ВМФ С. Ф. Жаворонков отметил: «Воздушные силы ВМФ в лице т. Острякова потеряли способного, лучшего генерала авиации».

## Личная жизнь
Николай Остряков был женат на Анне Владимировне Салтыковой (1904 ― после 1985). Они познакомились в 1933 году в Высшей парашютной школе Осоавиахима, где девушка работала секретарём. Анна почти на семь лет была старше Николая, но это не помешало ему сделать предложение. После призыва мужа на военную службу Анна проживала вместе с ним в Киеве, Сарабузе и Владивостоке. После назначения Острякова командующим ВВС Черноморского флота вернулась в Москву. Детей у четы Остряковых не было.
Узнав о гибели мужа, окончила курсы медицинских сестёр и в мае 1943 года добровольно вступила в ряды Красной армии. Служила в частях ВВС Черноморского флота медицинской сестрой: сначала на 36-й авиабазе (до сентября 1944 года), затем ― на 712-й авиабазе. С мая 1946 года старшина медицинской службы А. В. Острякова ― в запасе. Награждена орденом Отечественной войны II степени в 85 году, медалями «За боевые заслуги» дважды, «За оборону Кавказа», «За победу над Германией».
После войны Анна Владимировна ежегодно приезжала в Севастополь на могилу мужа. Часто выступала перед городской молодёжью, была почётным гостем соревнований по парашютному спорту имени Н. А. Острякова. Помогала в организации музея в школе № 22 и уголка в Доме пионеров, куда передала часть личных вещей мужа и написанные им картины.
Персональный пенсионер союзного значения.

## Награды и звания
- Звание Героя Советского Союза (14.02.1942)[! 14][122]:

медаль «Золотая Звезда»;
орден Ленина;
- два ордена Красного Знамени (03.01.1937, № 1187; 22.10.1937, № 71/2)[36];
- орден Красной Звезды (08.10.1935, № 668)[31];
- медаль «За оборону Севастополя» (22.12.1942, Ж № 15422)[! 15][123];
- Мастер парашютного спорта СССР (10.08.1934)[7].

## Память
Увековечение памяти Героя Советского Союза генерал-майора Николая Алексеевича Острякова началось вскоре после его гибели. Он был навечно зачислен в списки личного состава управления авиации Черноморского флота, а 22 марта 1943 года по ходатайству адмирала Н. Г. Кузнецова его имя было присвоено 29-й авиационной бригаде Тихоокеанского флота, которой он командовал в 1939 году.
В последующем мемориальные объекты появились в местах, главным образом связанных с жизнью и деятельностью Николая Острякова.
Москва
- 6 мая 1965 года 2-й проезд Аэропорта переименован в улицу Острякова[126]. На фасадах домов № 1 и № 8 установлены аннотационные доски[127].

Севастополь
- 24 ноября 1946 года на кладбище Коммунаров над могилами Н. А. Острякова, Ф. Г. Коробкова и М. Г. Степаненко установлен памятник в виде обелиска высотой 8,2 метра, сложенного из блоков инкерманского камня. На лицевой стороне памятника расположен групповой барельефный портрет и мемориальная табличка с именами погибших. Венчает обелиск эмблема военно-воздушных сил СССР. Архитектор М. Б. Сендлер, скульптор Л. М. Писаревский[128].
- 17 апреля 1951 года решением исполкома Севастопольского городского совета депутатов трудящихся № 11/179 новой улице в районе Куликова поля присвоено имя Николая Острякова. 5 мая 1975 года решением исполкома Севастопольского городского совета депутатов трудящихся № 332 улица Острякова переименована в проспект Генерала Острякова[129]. На доме № 1 установлена аннотационная доска с барельефным портретом Героя[127].
- В 1965 году в сквере Героев в посёлке Кача (улица Авиаторов) сооружён мемориал лётчикам-черноморцам, на котором среди прочих установлен бюст Николая Острякова[130][131].
- В 1967 году во время реконструкции имя Николая Острякова увековечено на мемориале героической обороны Севастополя на площади Нахимова. Мемориал возведён в 1961 году. Архитектор И. Е. Фиалко, скульптор В. В. Яковлев[132].
- Бюст Николая Острякова работы скульптора Л. М. Писаревского установлен на мемориале авиаторам-черноморцам на мысе Херсонес. Мемориал возведён в 1971 году. Автор И. А. Кропивницкий[133][134].
- В 1973 году на месте бывших авиационных мастерских (ныне территория Севастопольского авиаремонтного завода) установлен памятник в виде бюста лётчика. На потстаменте перечислены имена погибших на этом месте 24 апреля 1942 года генералов Острякова и Коробкоба, а также сопровождавших их офицеров и рабочих мастерских. Скульптор К. Г. Кошкин[135][136].
- Имя Героя увековечено на мемориале авиаторам-черноморцам на проспекте Генерала Острякова. Мемориал возведён в 1981 году. Архитекторы М. В. Фортуна, М. Г. Раду, скульптор Ю. А. Канашин[137].
- С 2000 года имя Героя Советского Союза Николая Острякова носит Севастопольская средняя школа № 22. 5 сентября 2019 года на территории школы был установлен бюст Героя[138].

Владивосток
- 8 мая 1965 года решением исполнительного комитета Владивостокского городского Совета депутатов трудящихся Северный проспект был переименован в проспект Острякова[139].
- Имя Николая Острякова увековечено на памятнике героям-тихоокеанцам в посёлке Подножье на острове Русский (территория бывшей воинской части 25151). Памятник в виде бетонной стелы высотой 4,13 метра, установленной на ступенчатом стилобате, был возведён в 1970 году. Автор М. С. Смирнов[140][141].
- В 1981 году в сквере на проспекте Острякова в честь Героя был установлен памятный камень[142]. 18 сентября 2020 года здесь же был открыт памятник Острякову работы художника Ильи Топчего[143].

Артём
- В 1965 году в посёлке Западные Кневичи был установлен бюст Николая Острякова работы скульптора И. Денисова, который в 1995 году перенесён в Парк морских авиаторов города Артёма. Решением исполкома Приморского краевого Совета народных депутатов № 638 от 26 августа 1983 года бюст отнесён к категории памятников истории регионального значения (регистрационный номер 251610540630005)[144][145].
- В августе 1995 года в городе был открыт Парк морских авиаторов, которому 17 мая 2011 года было присвоено имя Н. А. Острякова[146].
- Именем Острякова названа одна из улиц города[147].

Гвардейское
- 26 августа 1945 года железнодорожная станция Сарабуз была переименована в Остряково[148], на фасаде здания станции установлена аннотационная доска[133].
- Бюст Николая Острякова установлен на Аллее Героев[149].
- Одна из улиц посёлка носит имя Николая Острякова[149].
- На доме № 3 по улице Острякова, где проживал Герой, установлена мемориальная доска[149].

Елизово
- Бюст Острякова установлен на Аллее Героев перед штабом 7060-й авиабазы морской авиации ТОФ (в/ч 69262).

Симферополь
- Одна из улиц города названа именем Острякова[150].

Также имя Николая Острякова некоторое время носили пионерская дружина московской средней школы № 704 и рыболовный траулер типа «Прометей» проекта «Атлантик-464».

## В искусстве
В художественном фильме «Море в огне», снятом в 1970 году на киностудии «Мосфильм» режиссёром Л. Н. Сааковым, роль генерал-майора Н. А. Острякова исполняет актёр Дальвин Щербаков.

## В филателии
В 2011 году к 100-летию со дня рождения Николая Острякова почтой Украины был выпущен художественный маркированный конверт. Художник А Соболевский.

## Отзывы и мнения
Если бы меня попросили назвать лучшего командира и человека среди лётного состава Военно-Морского флота, я назвал бы Острякова. Я убеждён, что ни один лётчик Военно-Морского флота не будет оспаривать этого. Героизм, скромность, умение, хладнокровие и беззаветная преданность Родине — вот это Остряков!— Герой Советского Союза Адмирал Флота Советского Союза Н. Г. Кузнецов

С каждой встречей с Николаем Алексеевичем Остряковым я всё больше проникался уважением к его таланту руководителя огромного коллектива в различных условиях обстановки, умению разговаривать с людьми, находить к каждому подход, его такту и обаятельности. Генералу Острякову мы стремились подражать, хотя далеко не у всех это получалось. Для него на первом плане был человек. О людях он постоянно думал и заботился. Мы никогда не видели и не слышали, чтобы он строгим командирским языком приказывал или тем более отчитывал кого-нибудь из подчинённых. Благодаря личному общению с людьми командующий хорошо знал командиров полков, эскадрилий и звеньев, лётчиков, инженеров и многих техников.— Герой Советского Союза генерал-майор авиации К. Д. Денисов

Его не боялись, как боятся «грозного» начальника, направо и налево раздающего взыскания, но я не знаю ни одного случая невыполнения приказа, приказания или даже просьбы Острякова. Уважали его как человека и командира как подчинённые, так и вышестоящие. У всех, кто знал Николая Алексеевича, к нему было какое-то особенно трогательное и предупредительное отношение. Здесь одного личного обаяния мало, каждый чувствовал его внутреннюю убеждённость в собственной правоте. Основанной на глубоком и всестороннем знании обстановки, и в доброжелательности по отношению к людям, вере в людей, и каждый старался быть таким, каким его хотел видеть Остряков. Когда он сам в боевых порядках летал на выполнение задания, это придавало уверенность и смелость всем лётчикам и каждый стремился лучше выполнить эту задачу.— Герой Советского Союза генерал-майор авиации М. В. Авдеев

Талантливый авиационный командир, Николай Алексеевич был человеком неутомимым, темпераментным и очень храбрым, поистине генералом-бойцом… Про Острякова мало сказать, что он погиб в расцвете сил. Его недюжинный талант авиационного командира, в сущности, ещё только начал по-настоящему раскрываться. Мы потеряли человека самозабвенно отважного, способного до дерзости смело мыслить и действовать и в то же время очень чуткого к товарищам, мягкого, порой даже застенчивого в обыденной жизни. Очень быстро приобрёл он среди флотских лётчиков огромный авторитет, определявшийся отнюдь не только служебным положением Николая Алексеевича. Его уважали и любили, ему стремились подражать.— Герой Советского Союза вице-адмирал Н. М. Кулаков

## Комментарии
1. ↑  На месте деревянного двухэтажного дома № 23/2, где родился и жил Николай Остряков, теперь расположен ресторан «Яр»
2. ↑  В документах Центральной школы Осоавиахима за 1932―1933 годы Остряков ещё носит инициалы Н. М.
3. ↑  Остряков работал на маршруте Курский вокзал ― Сетунь
4. ↑  Балашов Пётр Павлович (1911―1944), советский парашютист и военный лётчик, Мастер парашютного спорта СССР. Уроженец села Ижевское Московской области. На военной службе с января 1941 года. Служил начальником ПДС-преподавателем Остафьевской военной авиационной школы пилотов. Участник Великой Отечественной войны с июня 1941 года. Участвовал в подготовке и выброске четырёх парашютных десантов в тыл врага. С марта 1942 года лётчик, затем заместитель командира эскадрильи 569-го штурмового авиационного полка. В феврале 1943 года после тяжёлого ранения назначен командиром 18-й перегоночной авиационной эскадрильи 7-й воздушной армии. С августа 1943 года ― командир отряда 17-й отдельной перегоночной авиационной эсадрильи. Погиб 16 июня 1944 года при катастрофе самолёта на маршруте Кировабад―Куртум-Кале.
5. ↑  По данным Балакирева и Логинова Остряков прибыл в Испанию в конце ноября 1936 года.
6. ↑  На обороте одной из фотографий Н. А. Острякова испанского периода имеется надпись «Остряков Николай Алексеевич, лётчик истребительно-парашютного десанта группы Ксанти-Мамсурова».
7. ↑  Вопрос о том, в каком качестве Остряков прибыл в Севастополь, остаётся открытым. Согласно имеющимся данным приказ о его переводе поступил в штаб ВВС Тихоокеанского флота ещё 8 октября. По воспоминаниям А. В. Остряковой муж вылетел из Владивостока 11 октября. Учитывая, что перелёт из Владивостока в Севастополь занял бы не более 2 суток, можно предположить, что Остряков летел в Крым не напрямую. Вероятно, перед вылетом в Севастополь он несколько дней провёл в Москве, где встречался с высшим флотским руководством и получил от генерал-лейтенанта С. Ф. Жаворонкова приказ «навести порядок в штабе ВВС Черноморского флота». О факте пребывания Острякова в Москве может косвенно свидетельствовать тот факт, что с конца октября 1941 года его супруга Анна Владимировна также проживала в столице. Возможно она улетела из Владивостока вместе с мужем одним самолётом. Прибыв в Севастополь 26 октября, Остряков с первых дней занимается наведением порядка в частях флотской авиации, шлёт в Москву рапорты о состоянии дел, участвует в воздушных боях, но в должности командующего ВВС ЧФ утверждён только 14 ноября 1941 года. С большой долей вероятности на моменент прилёта Острякова в Севастополь эта должность была занята генерал-майором В. В. Ермаченковым. Об этом, в частности, пишет в своих мемуарах В. И. Раков (см. Раков В. И. Крылья над морем).
8. ↑  Над целью зенитным огнём был подбит ДБ-3 командира 4-й эскадрильи капитана Ф. Е. Острошапкина. Экипаж совершил вынужденную посадку и попал в плен.
9. ↑  Зенитным огнём был сбит МиГ-3 сержанта Кузьмина. Также прямое попадание зенитного снаряда получил Пе-2 капитана Ю. К. Пешкова, при этом погиб воздушный стрелок А. Г. Арутюнов.
10. ↑  Куликово поле находилось между Историческим бульваром и балкой в районе современного магазина «Океан».
11. ↑  Штаб ВВС Черноморского флота размещался в подземном убежище на Историческом бульваре недалеко от памятника Тотлебену.
12. ↑  До приезда Коробкова в Севастополь воздушные тревоги объявлялись в городе при обнаружении любой воздушной цели. Из-за того, что горожанам в течение дня приходилось по нескольку раз спускаться в бомбоубежища, срывался ритм производственных и строительных работ. Коробков распорядился объявлять воздушные тревоги только при обнаружении в небе не менее трёх вражеских самолётов.
13. ↑  На памятнике, установленном на месте гибели, перечислены имена только 44 погибших при авианалёте на авиаремонтные мастерские. По картотеке моряков удалось установить фамилии ещё трёх человек, не увековеченных на мемориале ― авиамоторист старший сержант Ещенко Иван Иванович, авиамоторист краснофлотец Ищенко Алексей Филиппович и дюральщик сержант Мирошников Даниил Дмитриевич.
14. ↑  Грамота Президиума Верховного Совета СССР № 606/76 передана на хранение А. В. Остряковой 24 января 1943 года. Медаль «Золотая Звезда» и орден Ленина не вручались в связи с гибелью Н. А. Острякова
15. ↑  медаль «За оборону Севастополя» передана на хранение А. В. Остряковой 13 января 1944 года.
16. ↑  За время существования соединение неоднократно переформировывалось: с августа 1943 года ― 2-я минно-торпедная авиационная дивизия имени Острякова, с 1947 года ― 3-я минно-торпедная авиационная дивизия имени Острякова, с мая 1961 года ― 3-я морская ракетоносная авиационная дивизия имени Острякова, с 1971 года — 25-я морская ракетоносная авиационная дивизия имени Острякова. Расформировано в 1993 году.

## Архивные документы
- Общедоступный электронный банк документов «Подвиг Народа в Великой Отечественной войне 1941—1945 гг.»:

Представление к званию Героя Советского Союза.
Указ Президиума Верховного Совета СССР от 14.06.1942.
Картотека награждений.
- Обобщённый банк данных «Мемориал»:

Информация из списка безвозвратных потерь личного состава ВВС Черноморского флота. Запись № 440.
Учётная карточка воинского захоронения (номер захоронения в ВМЦ 92-42/2014). Страница 1. Общие сведения.
Учётная карточка воинского захоронения (номер захоронения в ВМЦ 92-42/2014). Страница 2. Список погребённых и схема расположения воинского захоронения.
- Другие документы:

Остряков Н. А. Автобиография. — 1940. — 3 с.
Острякова А. В. Краткая биография Н. А. Острякова. — 1948. — 5 с.